# Ravenissa comuna
La ravenissa comuna (Diplotaxis erucoides) és una planta de la família de les brassicàcies. Aquesta planta es coneix popularment amb el nom de ravenissa, un nom genèric que inclou diverses espècies d'herbes. Noms derivats d'aquest són ravenissa blanca, ravanell, ravenell, ravenell blanc, ravenís, ravenissa blanca, ravenissa borda i ravenisses. Entre altres noms cal mencionar caps blancs, cardet, citró, citró blanc, citrons, ervianes, eruga silvestre, flor blanca, herbes blanques, ruca i morritort.
La ravenissa comuna és una planta herbàcia anual o bianual que pot atènyer 50 cm d'alçada. Té les tiges erectes. Fulles inferiors lobulades, peciolades i disposades en roseta, les superiors alternes i sèssils. Flors de fins a 1,5 cm de diàmetre amb pètals blancs. Els fruits són síliqües de fins a 4 cm de longitud. Es distribueix per les regions properes al Mediterrani i en els Països Catalans a les terres de conreu de la terra baixa, no es troba per sobre de 1.000 metres d'altitud.
És una de les herbes més abundants durant la tardor i l'hivern als camps de conreu del Mediterrani occidental. Pot estar en flor en qualsevol època de l'any i ocupa les parcel·les completament quan la terra ha estat remoguda. És una de les principals herbes en camps d'ametllers i tarongers com que es tracta d'una planta molt melífera i floreix també durant l'hivern, les abelles van a cercar el nèctar de les ravenisses i no pol·linitzen les flors dels ametllers, cosa que en fa baixar el rendiment. El seu control és relativament fàcil, és afectada per un gran nombre d'herbicides. La seva presència massiva es limita a l'època freda de l'any de la tardor a les acaballes de l'hivern.
Tant les flors, com els fruits i les fulles són comestibles. Consumida en ensalada, tenen un sabor un poc més picant que la ruca (Eruca sativa). Les fulles s'utilitzaven, si més no a Occitània, per a fer una sopa que no tenia pas bona reputació, en la qual reemplaçaven la col, amb patates, pastanagues, porros i un floc d'api; n'hi ha que hi posaven també el garró (lo saborum).